# Charles Louis du Chilleau de La Roche
Pour les articles homonymes, voir Chilleau.
Charles Louis du Chilleau de La Roche (Fontenay-le-Comte, 26 mai 1738 - Paris, 21 août 1825)  est un officier de la marine française sous Louis XVI. Il a fait campagne aux Antilles et en Inde pendant la guerre d'indépendance des États-Unis.

## Famille
Charles Louis du Chilleau de La Roche est le fils aîné de Charles Gabriel du Chilleau, seigneur de La Roche du Montet (1707-1774), et de Gabrielle Panou de Faymoreau.

## Biographie
Le 6 avril 1778, nommé lieutenant de vaisseau, Charles Louis du Chilleau, marquis de La Roche commande la frégate Diligente à 32 canons,. Il reçoit une pension de 600 livres le 20 novembre 1778. Il épousera  Louise Sophie Geneviève Félize puis Sophie Louise Caroline Knecht.
Fin février 1779, les frégates la Diligente et la Boudeuse, respectivement sous le commandement de Du Chilleau de La Roche et Grenier, s'emparent de l'île de Saint Barthélemy en débarquant 90 soldats de la garnison de la Guadeloupe  et conduisent l'invasion française de Saint-Martin le 29 Après la prise de Grenade, l'amiral de France Charles Henri d'Estaing choisit Du Chilleau pour apporter la nouvelle de cette victoire à Versailles ainsi que d'accompagner le gouverneur capturé, George Macartney, qui sera gardé prisonnier à Limoges.
En février 1780, Du Chilleau de La Roche reçoit le commandement d'une escadre comprenant les vaisseaux de 64 canons Protée et Ajax et la frégate Charmante, ainsi que le navire, escortant un convoi à destination de l'Inde, avec des troupes et des munitions. Du Chilleau dirige son escadre depuis le Protée, avec Jean Baptiste Valmenier de Cacqueray comme capitaine de pavillon et Armand de Saint-Felix comme lieutenant de vaisseaux. Le 24 février 1780, le convoi rencontre une force britannique sous George Rodney et le Protée se sacrifie pour couvrir la retraite de ses camarades. Pendant que le convoi poursuit sa route vers l'océan Indien avec l’Ajax, la Charmante retourne à Lorient pour apporter les nouvelles de la bataille, y arrivant le 3 mars. Du Chilleau, envoyé en cour martiale pour la perte de son navire, est finalement acquitté,.

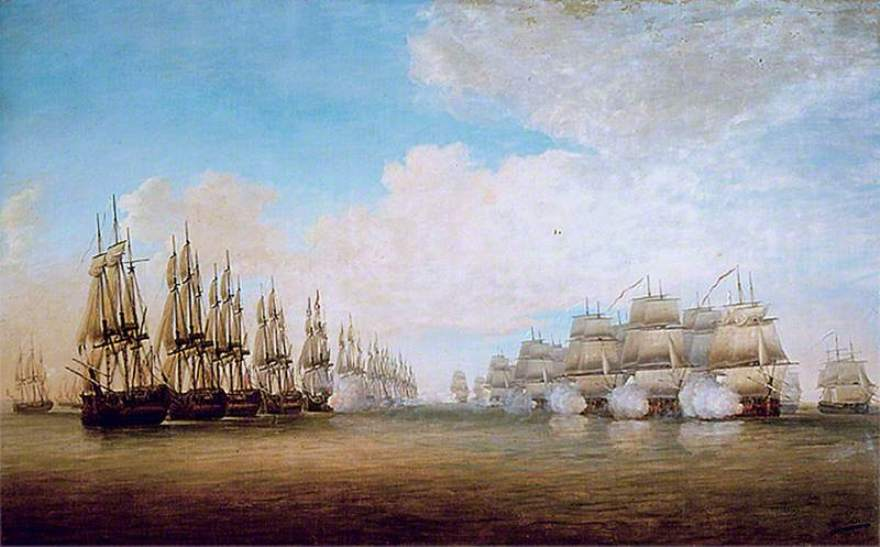
La bataille de Sadras en 1782, toile de Dominique Serres (1722-1793).

De retour en France, Du Chilleau est nommé sur le Sphinx de 64 canons. Il part pour l'Inde avec l'escadre du bailli de Suffren et participe à toutes les batailles de la campagne : Sadras le 17 février 1782, Provédien le 12 avril 1782 , Négapatam le 6 juillet 1782, Trinquemalay le 3 septembre 1782 et enfin celle de Gondelour le 20 juin 1783.
Après la guerre, il est parmi les capitaines que Suffren recommande pour la promotion. Il reçoit ensuite une pension de 600 livres en reconnaissance de son service.
Le 25 août 1783, il est nommé chevalier de l'ordre de Saint-Louis. En 1784 et 1785, il est attaché au port de Rochefort, puis promu chef de division en 1786.
En 1790, Du Chilleau prend le commandement de l’Apollon. Peu de temps après, il est nommé à la tête d'une division entière en qualité de contre-amiral, avec son drapeau sur l’Apollon et comprenant également le Jupiter, puis la frégate Surveillante, sous les ordres de Sercey.
En 1793, il sort du corps de la Marine.

## Sources et références
1. 1 2 3 4  Roche (2005).
2. ↑  Naval History Division (2013).
3. ↑  Mercure de France (1778).
4. ↑  Site geneanet.org, fiche sur Charles Louis du Chilleau, consulté le 9 juin 2020
5. 1 2 3 4 5  Lacour-Gayet (1910).
6. ↑  Hiscocks, « The Capture of the Protee – 24 February 1780 », THE ROYAL NAVY 1776-1815 A BIOGRAPHICAL HISTORY AND CHRONICLE, 24 janvier 2017 (consulté le 27 avril 2020)
7. ↑  (en) « French Third Rate ship of the line 'Le Protée' (1772) » , 1er janvier 2022 (consulté le 1er février 2022)
8. ↑  Troude (1867).
9. 1 2 3  Du Chilleau (1815).
10. 1 2 3 4 5  Cunat (1852).
11. ↑  Roussel (1784).
12. ↑  Georges Six, Dictionnaire biographique des généraux et amiraux français de la Révolution et de l'Empire : 1792-1814 , Paris, Librairie historique et nobiliaire, 1934, p. 449.